# Castnius
Castnius is een geslacht van vlinders van de familie Castniidae, uit de onderfamilie Castniinae.

## Soorten
- C. marcus (Jordan, 1908)
- C. pelasgus (Cramer, 1779)